# Schaatsen op de Olympische Winterspelen 2014 (kwalificatie)
De kwalificatie voor het langebaanschaatsen op de Olympische Winterspelen 2014 vond plaats in de eerste serie van vier wedstrijden van de wereldbeker schaatsen 2013/2014. Een deel van de plaatsen werd vergeven op basis van het wereldbekerklassement en een deel op basis van de tijdens de wereldbeker gereden seizoenstijden.

## Deelnamequota
- Op de 500, 1000 en 1500 meter voor mannen waren veertig startplekken te verdelen, met een maximum van vier per land.
- Op de 500, 1000 en 1500 meter voor vrouwen waren zesendertig startplekken te verdelen, met een maximum van vier per land.
- Op de 5000 meter voor mannen en de 3000 meter voor vrouwen waren achtentwintig startplekken te verdelen, met een maximum van drie per land.
- Op de 10.000 meter voor mannen en de 5000 meter voor vrouwen waren zestien startplekken te verdelen, met een maximum van drie per land.
- Op de ploegenachtervolging mannen en vrouwen plaatsten acht landen zich, waarbij Rusland als organiserend land automatisch geplaatst was.[1]

|                     | Mannen | Mannen | Mannen | Mannen | Mannen  | Mannen                     | Vrouwen | Vrouwen | Vrouwen | Vrouwen | Vrouwen | Vrouwen                      |
| Quotum              | 500m   | 1000m  | 1500m  | 5000m  | 10.000m | achtervolging              | 500m    | 1000m   | 1500m   | 3000m   | 5000m   | achtervolging                |
| ------------------- | ------ | ------ | ------ | ------ | ------- | -------------------------- | ------- | ------- | ------- | ------- | ------- | ---------------------------- |
| Aantal deelnemers   | 40     | 40     | 40     | 28     | 16      | 8                          | 36      | 36      | 36      | 28      | 16      | 8                            |
| Deelnemers per land | 4      | 4      | 4      | 3      | 3       | 1 team (max. 4 schaatsers) | 4       | 4       | 4       | 3       | 3       | 1 team (max. 4 schaatssters) |

## Limiettijden
Om te mogen starten op de Olympische Winterspelen moest de schaatser tussen 1 juli 2013 en 13 januari 2014 aan de volgende limiettijd hebben voldaan. Voor deelname aan de ploegenachtervolging volstond het rijden van een van deze limiettijden (om het even welke). Deze limiettijden golden alleen wanneer deze gereden waren tijdens ISU erkende wedstrijden, nationale kampioenschappen en trials en landenwedstrijden.
| Geslacht | 500m  | 1000m   | 1500m   | 3000m   | 5000m                          | 10.000m                          |
| -------- | ----- | ------- | ------- | ------- | ------------------------------ | -------------------------------- |
| Mannen   | 35,90 | 1.10,80 | 1.48,50 | —       | 6.33,00                        | 13.30,00 (10km) of 6.28,00 (5km) |
| Vrouwen  | 39,50 | 1.18,50 | 2.00,00 | 4.15,00 | 7.20,00 (5km) of 4.10,00 (3km) | —                                |

## Pre-kwalificatie
Landen die in het pre-Olympische seizoen een schaatser in ófwel de top van het wereldbekerklassement 2012/2013, ófwel in de top van de wereldkampioenschappen schaatsen afstanden 2013 geplaatst hadden, konden op die basis per afstand één plek opeisen op de Olympische Spelen als dat niet lukte via de reguliere procedure. Voor de 500, 1000 en 1500 meter, de 3000 meter voor vrouwen en de 5000 meter voor mannen was een plaats in de top zestien van de wereldbeker of wereldkampioenschap vereist, voor de 5000 meter voor vrouwen en de 10.000 meter voor mannen was een plaats in de top acht van de wereldbeker of wereldkampioenschap vereist.
|                  | Mannen | Mannen | Mannen | Mannen | Mannen  | Vrouwen | Vrouwen | Vrouwen | Vrouwen | Vrouwen |
| Landen           | 500m   | 1000m  | 1500m  | 5000m  | 10.000m | 500m    | 1000m   | 1500m   | 3000m   | 5000m   |
| ---------------- | ------ | ------ | ------ | ------ | ------- | ------- | ------- | ------- | ------- | ------- |
| Australië        |        | Ja     |        |        |         |         |         |         |         |         |
| België           |        |        | Ja     | Ja     | Ja      |         |         |         | Ja      |         |
| Canada           | Ja     | Ja     |        | Ja     |         | Ja      | Ja      | Ja      | Ja      | Ja      |
| China            |        |        |        |        |         | Ja      | Ja      |         |         |         |
| Duitsland        | Ja     | Ja     |        | Ja     | Ja      | Ja      | Ja      | Ja      | Ja      | Ja      |
| Finland          | Ja     | Ja     |        |        |         |         |         |         |         |         |
| Frankrijk        |        |        | Ja     | Ja     |         |         |         |         |         |         |
| Italië           | Ja     | Ja     |        |        |         |         |         |         |         |         |
| Japan            | Ja     |        |        |        |         | Ja      | Ja      | Ja      | Ja      |         |
| Kazachstan       |        | Ja     |        | Ja     |         | Ja      | Ja      |         |         |         |
| Letland          |        | Ja     | Ja     |        |         |         |         |         |         |         |
| Nederland        | Ja     | Ja     | Ja     | Ja     | Ja      | Ja      | Ja      | Ja      | Ja      | Ja      |
| Nieuw-Zeeland    |        |        |        | Ja     | Ja      |         |         |         |         |         |
| Noorwegen        |        |        | Ja     | Ja     | Ja      |         |         | Ja      | Ja      |         |
| Polen            | Ja     | Ja     | Ja     | Ja     |         |         |         | Ja      | Ja      |         |
| Rusland          | Ja     | Ja     | Ja     | Ja     |         | Ja      | Ja      | Ja      | Ja      | Ja      |
| Tsjechië         |        |        |        |        |         | Ja      | Ja      | Ja      | Ja      | Ja      |
| Verenigde Staten | Ja     | Ja     | Ja     | Ja     |         | Ja      | Ja      |         |         |         |
| Zuid-Korea       | Ja     | Ja     |        | Ja     | Ja      | Ja      |         | Ja      | Ja      |         |

## Definitieve kwalificatie
Tijdens de eerste vier wereldbekers werden de plaatsen voor de Olympische Spelen per land verdeeld. Een gedeelte ging op basis van de punten van wereldbekerstand en een gedeelte ging op basis van de snelste gereden tijd. Deze plaatsen werden door individuele schaatsers verdiend maar de nationale bonden konden met eigen regels zelf bepalen wie die plaatsen mochten innemen, zolang er aan de limiettijden was voldaan. Current quotas as of 23 December 2013:
|                  | Mannen | Mannen | Mannen | Mannen | Mannen  | Mannen        | Vrouwen | Vrouwen | Vrouwen | Vrouwen | Vrouwen | Vrouwen       |
| Landen           | 500m   | 1000m  | 1500m  | 5000m  | 10.000m | Achtervolging | 500m    | 1000m   | 1500m   | 3000m   | 5000m   | Achtervolging |
| ---------------- | ------ | ------ | ------ | ------ | ------- | ------------- | ------- | ------- | ------- | ------- | ------- | ------------- |
| Australië        | 1      | 1      |        |        |         |               |         |         |         |         |         |               |
| België           |        |        | 1      | 1      | 1       |               |         |         | 1       | 1       |         |               |
| Canada           | 4      | 4      | 4      | 1      |         | 1             | 4       | 4       | 4       | 2       | 1*      | 1             |
| China            | 2      | 1      |        |        |         |               | 4       | 3       | 2       |         |         |               |
| Chinees Taipei   | 1      | 1      |        |        |         |               |         |         |         |         |         |               |
| Duitsland        | 3      | 2      | 2      | 3      | 2       |               | 4       | 4       | 3       | 3       | 2       |               |
| Finland          | 2      | 2      |        |        |         |               |         |         |         |         |         |               |
| Frankrijk        |        | 1      | 2      | 2      | 1       | 1             |         |         |         |         |         |               |
| Hongarije        |        |        | 1      |        |         |               |         |         |         |         |         |               |
| Italië           | 2      | 1      | 2      | 1      |         |               | 1       |         |         | 1       |         |               |
| Japan            | 4      | 2      | 1      | 1      |         |               | 4       | 4       | 4       | 3       | 3       | 1             |
| Kazachstan       | 1      | 1      | 3      | 3      | 1       |               | 1       | 1       | 1       |         |         |               |
| Letland          |        | 1      | 1      | 1      |         |               |         |         |         |         |         |               |
| Nederland        | 4      | 4      | 4      | 3      | 3       | 1             | 4       | 4       | 4       | 3       | 3       | 1             |
| Nieuw-Zeeland    |        |        | 1      | 1      | 1*      |               |         |         |         |         |         |               |
| Noorwegen        | 2      | 4      | 3      | 3      | 2       | 1             |         | 1       | 2       | 2       | 1       | 1             |
| Oostenrijk       |        |        | 1      |        |         |               | 1       | 1       |         | 1       |         |               |
| Polen            | 2      | 2      | 3      | 2      |         | 1             |         | 3       | 3       | 3       | 1       | 1             |
| Rusland          | 4      | 4      | 4      | 3      | 3       | 1             | 4       | 4       | 4       | 3       | 2       | 1             |
| Tsjechië         |        |        |        |        |         |               | 1       | 1       | 2       | 1       | 1       |               |
| Verenigde Staten | 4      | 4      | 4      | 3      | 1       | 1             | 4       | 4       | 3       | 2       | 1       | 1             |
| Zuid-Korea       | 4      | 3      | 2      | 2      | 1       | 1             | 4       | 2       | 3       | 3       | 1       | 1             |
| Zweden           |        |        | 1      |        |         |               |         |         |         |         |         |               |

* = Op basis van de pre-kwalificatie.